# End of the Road (Boyz II Men)

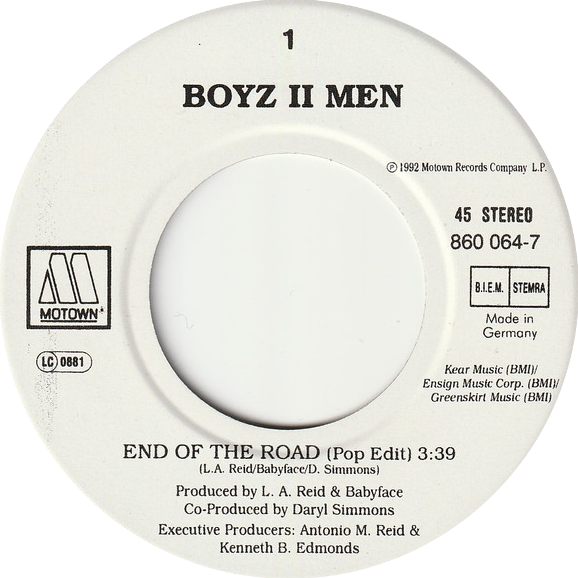
Vinile del singolo

End of the Road è un singolo del gruppo R&B statunitense Boyz II Men, pubblicato nel 1992 ed estratto dalla colonna sonora del film Il principe delle donne (Boomerang).
Il brano, scritto da Babyface, L.A. Reid e Daryl Simmons, è anche presente nella riedizione dell'album Cooleyhighharmony (1993).

## Tracce
- CD (Europa/Australia)

1. End of the Road (Pop Edit) – 3:39
2. End of the Road (Radio Edit w/ Acapella End) – 4:13
3. End of the Road (LP Version) – 5:50
4. End of the Road (Instrumental) – 5:16

- 7" Singolo

1. End of the Road (Pop Edit) – 3:39
2. End of the Road (Instrumental Version) – 5:16

## Classifiche

### Classifiche di tutti i tempi
| Classifica (1958-2021) | Posizione |
| ---------------------- | --------- |
| Stati Uniti            | 61        |